# Abdusamat Taymetov
 (décembre 2023).
La mise en forme du texte ne suit pas les recommandations de Wikipédia : il faut le « wikifier ».
Les points d'amélioration suivants sont les cas les plus fréquents :
- Les titres sont pré-formatés par le logiciel. Ils ne sont ni en capitales, ni en gras.
- Le texte ne doit pas être écrit en capitales (les noms de famille non plus), ni en gras, ni en italique, ni en « petit »…
- Le gras n'est utilisé que pour surligner le titre de l'article dans l'introduction, une seule fois.
- L'italique est rarement utilisé : mots en langue étrangère, titres d'œuvres, noms de bateaux, etc.
- Les citations ne sont pas en italique mais en corps de texte normal. Elles sont entourées par des guillemets français : « et ».
- Les listes à puces sont à éviter, des paragraphes rédigés étant largement préférés. Les tableaux sont à réserver à la présentation de données structurées (résultats, etc.).
- Les appels de note de bas de page (petits chiffres en exposant, introduits par l'outil «  Source ») sont à placer entre la fin de phrase et le point final[comme ça].
- Les liens internes (vers d'autres articles de Wikipédia) sont à choisir avec parcimonie. Créez des liens vers des articles approfondissant le sujet. Les termes génériques sans rapport avec le sujet sont à éviter, ainsi que les répétitions de liens vers un même terme.
- Les liens externes sont à placer uniquement dans une section « Liens externes », à la fin de l'article. Ces liens sont à choisir avec parcimonie suivant les règles définies. Si un lien sert de source à l'article, son insertion dans le texte est à faire par les notes de bas de page.
- La présentation des références doit suivre les conventions bibliographiques. Il est recommandé d'utiliser les modèles {{Ouvrage}}, {{Chapitre}}, {{Article}}, {{Lien web}} et/ou {{Bibliographie}}. Le mode d'édition visuel peut mettre en forme automatiquement les références.
- Insérer une infobox (cadre d'informations à droite) n'est pas obligatoire pour parachever la mise en page.

Pour une aide détaillée, merci de consulter Aide:Wikification.
Si vous pensez que ces points ont été résolus, vous pouvez retirer ce bandeau et améliorer la mise en forme d'un autre article.
 (décembre 2023).
Abdusamat Taymetov (en ouzbek: Abdusamat Toymetov; 9 janvier 1909 - 8 juillet 1981) fut le premier pilote ouzbek. Diplômé de l'école d'aviation Balashov, il a piloté une grande variété d'avions, transportant du courrier et des passagers dans le cadre de la flotte aérienne civile en temps de paix et effectuant des missions de fret militaire pendant la Seconde Guerre mondiale.

## Début de la vie
Taymetov est né le 9 janvier 1909 dans une famille ouzbèke pauvre. Sa mère est décédée en 1911 et son père en 1914, après quoi lui et ses frères et sœurs ont vécu avec leur cousin Baymet. En 1919, il entre dans une école dirigée par les Soviétiques tout en assistant à un maktab le soir. Devenu membre du Komsomol en 1922, lui et ses frères participent à des campagnes visant à éliminer l'analphabétisme. Alors que les fermes étaient collectivisées en 1927 et 1928, il devint secrétaire du conseil de village, car en tant que diplômé de l'école primaire, il était à l'époque relativement instruit. En 1929, il étudia l'agrochimie à Tachkent pendant trois mois, après quoi il retourna dans sa ville natale de Chernak pour travailler à la lutte contre les parasites dans les fermes de coton. L'année suivante, il entra dans une école industrielle à Tachkent, mais alors qu'il était étudiant à l'été 1932, lui et 100 autres membres du Komsomol de l'école furent mobilisés et envoyés en RSS tadjike pour combattre les mouvements insurgés,.

## Carrière aéronautique d'avant-guerre
En tant que membre du Komsomol, il fut admis dans une école de planeurs d'Osoaviahim en 1932, où il s'entraînait le soir après avoir fréquenté l'école industrielle pendant la journée. En 1933, il fut réprimandé et menacé d'arrestation pour avoir pratiqué le vol à voile au lieu de se rendre à l'usine, il reçut un avertissement. Plus tard cette année-là, il fut admis à l'école d'aviation Balachov, où sur plus de 2 000 élèves-officiers, il était le seul Ouzbek. Ne parlant pas parfaitement le russe, sa deuxième langue, il a parfois eu du mal à appréhender le matériel, en particulier les noms de toutes les pièces de l'avion. Après avoir réussi à suivre une formation théorique, il a volé sous la direction de l'instructeur de vol Konstantin Kartashov, un Russe né à Djambul et parlant couramment l'ouzbek. Après avoir obtenu son diplôme, il a travaillé dans la flotte aérienne civile de 1935 à 1941. Alors qu'il était en poste dans un aéroclub en tant qu'instructeur de vol de 1936 à 1937, il a formé de nouveaux aviateurs, dont les premières femmes parachutistes ouzbèkes. Sa future épouse, Bibiniso Baltabaeva, faisait partie de ces parachutistes. En plus de former de nouveaux pilotes, il a effectué des vols régionaux vers les RSS kirghize, tadjike, turkmène et kazakhe, où il a participé à la création de nouveaux aérodromes et routes postales. En 1940, il se familiarisa avec divers types d'avions, notamment le U-2, le P-5, le PR-5, le G-2, le PS-9, le Stal-3, le Yak-12 et l'UT-2,.

## La Seconde Guerre mondiale
Après le début de l'opération Barbarossa, il demande à être envoyé au front mais essuie un refus, il est en revanche retenu comme instructeur de vol. De 1941 à 1942, il forme 71 pilotes, après quoi il maîtrise le pilotage d'une nouvelle variante du Li-2. En février 1944, il fut finalement envoyé au front à sa demande, affecté à la 10e Division de l'aviation de la Garde. Cette année-là, 109 missions de nuit ont été effectuées pour livrer du fret aux troupes et aux partisans ; ainsi que des missions de reconnaissance. En tant que commandant de bord, son équipage était composé du copilote Piotr Gordienko, du navigateur Nikolai Smirnov, de l'ingénieur de vol Nikolai Dyomin et de l'opérateur radio Mikhail Malinkin. Le 1er janvier 1945, il fut réaffecté au 19e régiment d'aviation civile spécialisé, dans lequel il effectua des missions en Pologne pour porter assistance aux partisans de Siarhei Prytytski. En plus de l'Ordre soviétique de la guerre patriotique et de l'Ordre du Drapeau rouge, il a reçu le Virtuti Militari polonais pour ses sorties. Le 9 mai 1945, il participa à la mission qui livra l'instrument allemand de reddition et la bannière de la victoire à Moscou,,,.

## Après la guerre
Une fois la guerre terminée, Taymetov est retourné voler au sein de la flotte aérienne civile et est devenu commandant du 161e escadron avant de devenir chef de l'aéroport de Tachkent. À 56 ans, il est diplômé de la faculté de droit de l'Université d'État de Tachkent, après quoi il a travaillé comme conseiller juridique en chef de l'administration de l'aviation civile ouzbèke. Il décède le 8 juillet 1981 à Tachkent,,.